# 西兴隆街救世军南队
西兴隆街救世军南队是救世军在中国北京创建的一所教堂，位于崇文区（今东城区）前门外西兴隆街路北。北京救世军南队创建于1918年7月27日，教堂为二层建筑。1950年代教堂关闭，改作他用。2006年7月27日因修马路而拆除。